# Yang Zhaoxuan
Pour les articles homonymes, voir Yang.
Dans ce nom chinois, le nom de famille, Yang, précède le nom personnel.
Yang Zhaoxuan, née le 11 février 1995, est une joueuse de tennis chinoise, professionnelle depuis 2011.
À ce jour, elle a remporté sept titres en double dames sur le circuit WTA.

## Palmarès

### Titres en double dames
| No | Date       | Nom et lieu du tournoi                   | Catégorie | Dotation    | Surface      | Partenaire              | Finalistes                      | Score            |          |
| -- | ---------- | ---------------------------------------- | --------- | ----------- | ------------ | ----------------------- | ------------------------------- | ---------------- | -------- |
| 1  | 29-02-2016 | Malaysian Open Kuala Lumpur              | Intern'l  | 250 000 $   | Dur (ext.)   | Varatchaya Wongteanchai | Liang Chen Wang Yafan           | 4-6, 6-4, [10-7] | Parcours |
| 2  | 11-09-2017 | Japan Women's Open Tokyo                 | Intern'l  | 250 000 $   | Dur (ext.)   | Shuko Aoyama            | Monique Adamczak Storm Sanders  | 6-0, 2-6, [10-5] | Parcours |
| 3  | 19-02-2018 | Tennis Championships Dubaï               | Premier   | 2 623 485 $ | Dur (ext.)   | Chan Hao-ching          | Hsieh Su-wei Peng Shuai         | 4-6, 6-2, [10-6] | Parcours |
| 4  | 31-12-2018 | Shenzhen Open Shenzhen                   | Intern'l  | 626 750 $   | Dur (ext.)   | Peng Shuai              | Duan Ying-Ying Renata Voráčová  | 6-4, 6-3         | Parcours |
| 5  | 09-03-2022 | BNP Paribas Open Indian Wells            | WTA 1000  | 8 584 055 $ | Dur (ext.)   | Xu Yifan                | Asia Muhammad Ena Shibahara     | 7-5, 7-64        | Parcours |
| 6  | 01-08-2022 | Mubadala Silicon Valley Classic San José | WTA 500   | 757 900 $   | Dur (ext.)   | Xu Yifan                | Shuko Aoyama Chan Hao-ching     | 7-5, 6-0         | Parcours |
| 7  | 21-05-2023 | Internationaux de Strasbourg Strasbourg  | WTA 250   | 259 303 $   | Terre (ext.) | Xu Yifan                | Desirae Krawczyk Giuliana Olmos | 6-3, 6-2         | Parcours |

### Finales en double dames
| No | Date       | Nom et lieu du tournoi                  | Catégorie    | Dotation    | Surface      | Vainqueures                      | Partenaire         | Score             |          |
| -- | ---------- | --------------------------------------- | ------------ | ----------- | ------------ | -------------------------------- | ------------------ | ----------------- | -------- |
| 1  | 06-06-2016 | Nottingham Open Nottingham              | Intern'l     | 250 000 $   | Gazon (ext.) | Andrea Hlaváčková Peng Shuai     | Gabriela Dabrowski | 7-5, 3-6, [10-7]  | Parcours |
| 2  | 19-09-2016 | Pan Pacific Open Tokyo                  | Premier      | 885 500 $   | Dur (ext.)   | Sania Mirza Barbora Strýcová     | Liang Chen         | 6-1, 6-1          | Parcours |
| 3  | 01-11-2016 | WTA Elite Trophy Zhuhai                 | Elite Trophy | 2 214 500 $ | Dur (int.)   | İpek Soylu Xu Yifan              | You Xiaodi         | 6-4, 3-6, [10-7]  | Parcours |
| 4  | 08-01-2017 | Hobart International Hobart             | Intern'l     | 250 000 $   | Dur (ext.)   | Raluca Olaru Olga Savchuk        | Gabriela Dabrowski | 0-6, 6-4, [10-5]  | Parcours |
| 5  | 24-09-2017 | Wuhan Open Wuhan                        | Premier 5    | 2 666 000 $ | Dur (ext.)   | Chan Yung-jan Martina Hingis     | Shuko Aoyama       | 7-65, 3-6, [10-4] | Parcours |
| 6  | 22-10-2019 | WTA Elite Trophy Zhuhai                 | Elite Trophy | 2 419 844 $ | Dur (int.)   | Lyudmyla Kichenok Andreja Klepač | Duan Ying-Ying     | 6-3, 6-3          | Parcours |
| 7  | 07-03-2021 | Tennis Championships Dubaï              | WTA 1000     | 1 845 490 $ | Dur (ext.)   | Alexa Guarachi Darija Jurak      | Xu Yifan           | 6-0, 6-3          | Parcours |
| 8  | 23-05-2021 | Internationaux de Strasbourg Strasbourg | WTA 250      | 235 238 $   | Terre (ext.) | Alexa Guarachi Desirae Krawczyk  | Makoto Ninomiya    | 6-2, 6-3          | Parcours |

### Titre en double en WTA 125
| No | Date       | Nom et lieu du tournoi | Catégorie | Dotation  | Surface      | Partenaire | Finalistes                | Score    |          |
| -- | ---------- | ---------------------- | --------- | --------- | ------------ | ---------- | ------------------------- | -------- | -------- |
| 1  | 22-04-2019 | Kunming Open Anning    | WTA 125   | 115 000 $ | Terre (ext.) | Peng Shuai | Duan Ying-Ying Han Xinyun | 7-5, 6-2 | Parcours |

### Finale en double en WTA 125
| No | Date       | Nom et lieu du tournoi        | Catégorie | Dotation  | Surface    | Vainqueures           | Partenaire              | Score    |          |
| -- | ---------- | ----------------------------- | --------- | --------- | ---------- | --------------------- | ----------------------- | -------- | -------- |
| 1  | 09-11-2015 | Hua Hin Championships Hua Hin | WTA 125   | 125 000 $ | Dur (ext.) | Liang Chen Wang Yafan | Varatchaya Wongteanchai | 6-3, 6-4 | Parcours |

## Parcours en Grand Chelem

### En simple dames
N'a jamais participé à un tableau final.

### En double dames
| Année | Open d'Australie                                                                    | Open d'Australie                                                                     | Internationaux de France                                                               | Internationaux de France                                                          | Wimbledon | Wimbledon | US Open                                                                                     | US Open |
| ----- | ----------------------------------------------------------------------------------- | ------------------------------------------------------------------------------------ | -------------------------------------------------------------------------------------- | --------------------------------------------------------------------------------- | --------- | --------- | ------------------------------------------------------------------------------------------- | ------- |
| 2015  | 1er tour (1/32) Ye Q.-y. \|\| style="text-align:left;" \| L. Arruabarrena I.C. Begu | —                                                                                    | —                                                                                      | —                                                                                 | —         | —         | —                                                                                           |         |
| 2016  | —                                                                                   | —                                                                                    | —                                                                                      | —                                                                                 | —         | —         | 1er tour (1/32) V. Wongteanchai \|\| style="text-align:left;" \| A. Kudryavtseva S. Lisicki |         |
| 2017  | 1/8 de finale Liang C. \|\| style="text-align:left;" \| R. Atawo Xu Yifan           | 1er tour (1/32) S. Aoyama \|\| style="text-align:left;" \| A. Kudryavtseva A. Panova | 2e tour (1/16) S. Aoyama \|\| style="text-align:left;" \| J. Görges B. Strýcová        | 1/8 de finale S. Aoyama \|\| style="text-align:left;" \| G. Dabrowski Xu Y.       |           |           |                                                                                             |         |
| 2018  | 1/8 de finale S. Aoyama \|\| style="text-align:left;" \| G. Dabrowski Xu Y.         | 1/2 finale Chan H.-c. \|\| style="text-align:left;" \| E. Hozumi M. Ninomiya         | 2e tour (1/16) Chan H.-c. \|\| style="text-align:left;" \| C. McHale J. Ostapenko      | 2e tour (1/16) Chan H.-c. \|\| style="text-align:left;" \| C. Dolehide C. McHale  |           |           |                                                                                             |         |
| 2019  | 1er tour (1/32) Peng S. \|\| style="text-align:left;" \| V. Azarenka A. Barty       | 2e tour (1/16) A. Rosolska \|\| style="text-align:left;" \| F. Ferro D. Parry        | 1er tour (1/32) Peng S. \|\| style="text-align:left;" \| A.L. Friedsam L. Siegemund    | 2e tour (1/16) R. Olaru \|\| style="text-align:left;" \| L. Kichenok J. Ostapenko |           |           |                                                                                             |         |
| 2020  | 1er tour (1/32) L. Kichenok \|\| style="text-align:left;" \| M. Inglis K. McPhee    | —                                                                                    | —                                                                                      | Annulé                                                                            | Annulé    | —         | —                                                                                           |         |
| 2021  | 2e tour (1/16) Xu Y. \|\| style="text-align:left;" \| A. Kalinskaya V. Kužmová      | 2e tour (1/16) M. Ninomiya \|\| style="text-align:left;" \| P. Martić S. Rogers      | —                                                                                      | —                                                                                 | —         | —         |                                                                                             |         |
| 2022  | 1/8 de finale Xu Y. \|\| style="text-align:left;" \| V. Kudermetova E. Mertens      | 1/4 de finale Xu Y. \|\| style="text-align:left;" \| C. Garcia K. Mladenovic         | 1/8 de finale Xu Y. \|\| style="text-align:left;" \| A. Guarachi A. Klepac             | 1/8 de finale Xu Y. \|\| style="text-align:left;" \| C. Dolehide S. Sanders       |           |           |                                                                                             |         |
| 2023  | 1/4 de finale Chan H-c. \|\| style="text-align:left;" \| C. Gauff J. Pegula         | 1/8 de finale Xu Y. \|\| style="text-align:left;" \| N. Melichar-Martinez E. Perez   | 2e tour (1/16) E. Alexandrova \|\| style="text-align:left;" \| Hsieh S.-w. B. Strýcová | 2e tour (1/16) L. Chan \|\| style="text-align:left;" \| Ka. Plíšková D. Vekić     |           |           |                                                                                             |         |
|       |                                                                                     |                                                                                      |                                                                                        |                                                                                   |           |           |                                                                                             |         |
| 2025  | 2e tour (1/16) Xu Y. \|\| style="text-align:left;" \| Hsieh S.-w. J. Ostapenko      | 1er tour (1/32) Xu Y. \|\| style="text-align:left;" \| L. Kichenok E. Perez          | 1er tour (1/32) Xu Y. \|\| style="text-align:left;" \| L. Kichenok E. Perez            |                                                                                   |           |           |                                                                                             |         |

N.B. : le nom de la partenaire se trouve sous le résultat ; les noms des ultimes adversaires se trouvent à droite.

### En double mixte
| Année | Open d'Australie                                                             | Open d'Australie                                                             | Internationaux de France                                                   | Internationaux de France                                            | Wimbledon                                                                       | Wimbledon                                                                  | US Open | US Open |
| ----- | ---------------------------------------------------------------------------- | ---------------------------------------------------------------------------- | -------------------------------------------------------------------------- | ------------------------------------------------------------------- | ------------------------------------------------------------------------------- | -------------------------------------------------------------------------- | ------- | ------- |
| 2017  | —                                                                            | —                                                                            | —                                                                          | —                                                                   | 1er tour (1/32) Sharan \|\| style="text-align:left;" \| Rae Skupski             | —                                                                          | —       |         |
| 2018  | 1er tour (1/16) Qureshi \|\| style="text-align:left;" \| Chan H-ch. Venus    | 1er tour (1/16) Qureshi \|\| style="text-align:left;" \| Kudryavtseva Mektić | 1er tour (1/32) Lindstedt \|\| style="text-align:left;" \| Dart Clarke     | —                                                                   | —                                                                               |                                                                            |         |         |
| 2019  | 1er tour (1/16) Bopanna \|\| style="text-align:left;" \| Grönefeld Farah     | 1er tour (1/16) González \|\| style="text-align:left;" \| Grönefeld Farah    | 1/2 finale Middelkoop \|\| style="text-align:left;" \| Ostapenko Lindstedt | —                                                                   | —                                                                               |                                                                            |         |         |
|       |                                                                              |                                                                              |                                                                            |                                                                     |                                                                                 |                                                                            |         |         |
| 2022  | —                                                                            | —                                                                            | —                                                                          | —                                                                   | 1er tour (1/16) González \|\| style="text-align:left;" \| Perez Middelkoop      | 1er tour (1/16) Bopanna \|\| style="text-align:left;" \| Dabrowski Purcell |         |         |
| 2023  | 1er tour (1/16) Zieliński \|\| style="text-align:left;" \| Dabrowski Purcell | —                                                                            | —                                                                          | 2e tour (1/8) Krawietz \|\| style="text-align:left;" \| Perez Ebden | 2e tour (1/8) Krawietz \|\| style="text-align:left;" \| B. Strýcová S. González |                                                                            |         |         |

N.B. : le nom du partenaire se trouve sous le résultat ; les noms des ultimes adversaires se trouvent à droite.

## Parcours aux Jeux olympiques

### En double dames
| # | Date       | Nom de l'olympiade         | Surface    | Résultat       | Partenaire | Ultimes adversaires          | Score    |          |
| - | ---------- | -------------------------- | ---------- | -------------- | ---------- | ---------------------------- | -------- | -------- |
| 1 | 31/07/2021 | Olympic Tennis Event Tokyo | Dur (ext.) | 1/8e de finale | Xu Yifan   | Ashleigh Barty Storm Sanders | 6-4, 6-4 | Parcours |

## Classements WTA en fin de saison
| Année          | 2011 | 2012 | 2013 | 2014 | 2015 | 2016 | 2017 | 2018 | 2019 | 2020 | 2021 | 2022 | 2023 | 2024 |
| Rang en simple | 682  | 592  | 1007 | 292  | 160  | 301  | 367  | 772  | 657  | 782  | 893  | –    | –    | –    |
| Rang en double | 602  | 283  | 362  | 465  | 112  | 60   | 28   | 28   | 36   | 55   | 48   | 12   | 32   | 429  |

Source : (en) Classements de Yang Zhaoxuan sur le site officiel de la Fédération internationale de tennis